# Francis Berrar
Francis Berrar (* 1954 in Überherrn) ist ein deutscher Künstler, Zeichner und Maler.

## Leben und Werk
Berrar studierte nach der 1976 in Wien bestandenen Matura von 1976 bis 1981 an der École des Beaux-Arts in Nancy bei Michel Parré und Jacques Hallez und erhielt 1981 das Staatsdiplom an der Ecole des Beaux-Arts in Tourcoing. Seit 1979 nimmt er an verschiedenen Gruppenausstellungen und Einzelausstellungen in Galerien und Museen in Europa teil. 1990 erhält er ein Arbeitsstipendium des Saarländischen Kultusministers in Olevano Romano, Casa Baldi; 1991 ein Arbeitsstipendium der Saarländischen Landesregierung in Rusa, Oblast Moskau. 1992 ist er Rompreisträger und Stipendiat der Villa Massimo, Rom.
Im Dezember 2009 erhielt Berrar den mit 5000 Euro dotierten Kulturpreis „Kunst und Ethos“ des Regensburger Verlags Schnell & Steiner, der für künstlerische Leistungen vergeben wird, in denen die Verbindung von Kunst und Ethik zum Ausdruck kommt.

## Ausstellungen (Auswahl)
- 2000: Positionen der Zeichnung im Saarland, Stiftung Demokratie, Saarbrücken
- 2000: Supernatural, Saarland Museum, Saarbrücken
- 2000: Kunstszene Saar – Visionen2000, Saarland Museum Saarbrücken
- 2001: aller et retour, Kunsthaus Erfurt
- 2002: Mixed Salad, Galerie Veronica Kautsch, Michelstadt
- 2003: Urban Camping, Stadtgalerie Saarbrücken
- 2003: Urban Camping, Kunstverein Heidelberg
- 2004: 100% Live, Galerie Veronica Kautsch, Michelstadt
- 2006: First Love is deepest, Kunstverein Friedberg
- 2006: Clubzone, Galerie Veronica Kautsch, Michelstadt
- 2007: Welcome to our Neighbourhood, Casino Luxembourg
- 2007: Eine Nacht im kahlen Gebirge, Galerie K4 Saarbrücken
- 2009: Die Gegenwart der Linie, Pinakothek der Moderne München
- 2010: step in the arena, Sonderwerkstatt Quartier Eurobahnhof Saarbrücken
- 2011: Im hellen Licht des Mondes, Kunstverein Dillingen im alten Schloß
- 2011: WER IST WHO IS, Saarländische Galerie – Europäisches Kunstforum, Berlin